# 클로드 퐁피두

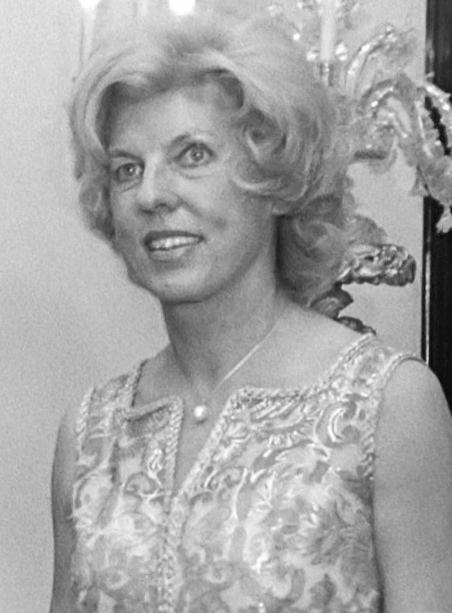
클로드 퐁피두

클로드 퐁피두(Claude Pompidou, 1912년 11월 13일 ~ 2007년 7월 3일)는 프랑스의 대통령 조르주 퐁피두의 아내이다. 